# Kim Jin-yi
Kim Jin-yi (født. 20. Juni 1993) er en sydkoreansk håndboldspiller, som deltog under VM i håndbold 2011 i Brasilien.
Hun repræsenterede Sydkorea ved kvindernes håndboldturnering under Sommer-OL 2020 i Tokyo.
Hun var også med til at vinde guld ved Asienmesterskabet i 2018 i Japan, efter finalesejr over Japan, med cifrene 30-25.